# Johann Heinrich von Piper

Johann Heinrich von Piper

Johann Heinrich Piper, ab 1736 von Piper (* 1. Januar 1680 in Carnitz bei Treptow an der Rega; † 19. Mai 1752 in Berlin) war ein preußischer Finanzbeamter unter König Friedrich Wilhelm I. und Friedrich II. in Preußen.

## Laufbahn
Piper war der Sohn des Ökonomieinspektors und späteren Amtmanns Johann Piper und seiner Frau Katharina geb. Hoffstaedten. 
Nach dem Studium in Rostock und Königsberg trat Johann Heinrich Piper 1707 in den preußischen Staatsdienst ein. Am 20. Februar 1711 wurde er zum Kammersekretär in Königsberg ernannt. Am 21. April 1717 berief ihn der König als Geheimen Rat nach Berlin in die 1714 neu gegründete General-Rechenkammer mit einem Gehalt von 900 Talern. Neben seinem späteren Nachfolger Christian Ludwig von Tieffenbach zeichnete sich Piper mit seiner Tätigkeit unter dem Präsidenten von Creutz als äußerst fähig in Rechnungs- und Etatfragen aus. Am 2. März 1723 stieg er zum Leiter des Domänen-Departements der Ober-Kriegs- und Domänen-Rechenkammer auf und wurde dem König zwei Jahre später zur Berufung in das neu gegründete Generaldirektorium vorgeschlagen. Hier setzte ihn Friedrich Wilhelm I. jedoch nur als Stellvertreter des Geheimen Finanzrats Julius von Pehne im 4. Departement ein. Eine Weiterbeförderung zum Geheimen Finanzrat blieb zunächst aus. Der König persönlich wies sie nach Anfrage des Direktoriums vom 31. Juli 1727 ab.
Nach dem Ausscheiden des Herrn von Creutz empfahl ihn Friedrich Wilhelm I. 1731 neben Tieffenbach für die Stelle als Nachfolger des General-Kontrolleurs der Finanzen.  Er erhob Piper am 28. August 1736 wegen seines prächtigen Hausbaus in Berlin in den Adelsstand. Friedrich II. reaktivierte für ihn schließlich am 12. April 1744 den alten Titel Präsident der Oberrechenkammer, der seit der Gründung des Generaldirektoriums geruht hatte. Diese Stelle versah er bis zu seinem Tod im Frühjahr 1752; einen ihm gerade zwei Tage zuvor bewilligten vierwöchigen Urlaub auf seinen Gütern konnte nicht mehr antreten.
Neben seinen Ämtern in der Finanzverwaltung stand von Piper dem Berliner Armendirektorium unter Leitung des Generaldirektoriums vor, in dessen 6. Departement er nach 1740 doch noch als Geheimer Ober-Finanz-, Kriegs- und Domänenrat berufen wurde. Von der Leitung des Armendirektoriums entband ihn König Friedrich II. bei der Ernennung zum Präsidenten der Oberrechenkammer. Als ständiger Deputierter war er überdies bei der Kurmärkischen Städtekasse und erster Direktor der Berliner Charité.

## Privatleben
Piper heiratete am 10. April 1720 Anna Sophia Fuchs, Tochter des wohlhabenden Bürgermeisters Johann Christian Fuchs in Fürstenwalde, und erwarb ein Jahr darauf ein repräsentatives Haus in der Berliner Königsstraße. 1735 kaufte er außerdem das Rittergut Wesendahl im Oberbarnimschen Kreis und gelangte im selben Jahre als Erbe seines Schwiegervaters auch noch in den Besitz der Rittergüter Sandow und Bergen im Kreis Sternberg sowie Riesnitz im Kreis Crossen. 
Pipers Witwe überlebte ihn um 20 Jahre und starb am 19. Mai 1772 in Berlin. Er hatte mit ihr acht Söhne und fünf Töchter, von denen aber fünf Söhne und zwei Töchter bereits als Kinder starben. Sein Sohn Wilhelm Christian von Piper (1732–1811) trat ebenfalls in den Dienst der Oberrechenkammer und stand von 1802 bis 1809 als Direktor an ihrer Spitze.